# Берстхајм
Берстхајм (фр. Berstheim) насеље је и општина у источној Француској у региону Алзас, у департману Доња Рајна која припада префектури Хагенау.
По подацима из 2011. године у општини је живело 419 становника, а густина насељености је износила 135,6 становника/km². Општина се простире на површини од 3,09 km². Налази се на средњој надморској висини од 218 метара (максималној 222 m, а минималној 171 m).

## Демографија
| 1962. | 1968. | 1975. | 1982. | 1990. | 1999. | 2011. |
| ----- | ----- | ----- | ----- | ----- | ----- | ----- |
| 228   | 231   | 243   | 264   | 310   | 357   | 419   |

График промене броја становника у току последњих година